# ゆりの台
ゆりの台（ゆりのだい）は、愛知県瀬戸市の地名。

## 地理
瀬戸市西部に位置する。東から北は中水野町2丁目、西は小田妻町1丁目に接する。

## 歴史

### 人口の変遷
国勢調査による人口および世帯数の推移。
| 1995年（平成7年）  | 69世帯 242人 |  |
| 2000年（平成12年） | 69世帯 226人 |  |
| 2005年（平成17年） | 66世帯 204人 |  |
| 2010年（平成22年） | 72世帯 201人 |  |
| 2015年（平成27年） | 71世帯 192人 |  |
| 2020年（令和2年）  | 71世帯 177人 |  |

### 沿革
- 1974年（昭和49年） - 瀬戸市小田妻町の一部により、同市ゆりの台として成立[2]。

## 交通
- 国道155号[1]

## 施設
- 水野住宅団地[1]

### WEB
1. ↑  “愛知県瀬戸市の町丁・字一覧”.   人口統計ラボ. 2020年12月12日閲覧。
2. 1 2  総務省統計局 (2022年2月10日). “令和2年国勢調査の調査結果(e-Stat) - 男女別人口，外国人人口及び世帯数－町丁・字等” (CSV). 2023年8月2日閲覧。
3. ↑  “郵便番号検索 愛知県瀬戸市の郵便番号一覧”.   日本郵便. 2020年10月27日閲覧。
4. ↑  “市外局番の一覧” (PDF).   総務省 (2022年3月1日). 2022年3月22日閲覧。
5. ↑  “ナンバープレートについて”.   一般社団法人愛知県自動車会議所. 2024年1月21日閲覧。
6. ↑  総務省統計局 (2014年3月28日). “平成7年国勢調査の調査結果(e-Stat) - 男女別人口及び世帯数 －町丁・字等” (CSV). 2020年10月28日閲覧。
7. ↑  総務省統計局 (2014年5月30日). “平成12年国勢調査の調査結果(e-Stat) - 男女別人口及び世帯数 －町丁・字等” (CSV). 2020年10月28日閲覧。
8. ↑  総務省統計局 (2014年6月27日). “平成17年国勢調査の調査結果(e-Stat) - 男女別人口及び世帯数 －町丁・字等” (CSV). 2020年10月28日閲覧。
9. ↑  総務省統計局 (2012年1月20日). “平成22年国勢調査の調査結果(e-Stat) - 男女別人口及び世帯数 －町丁・字等” (CSV). 2020年10月28日閲覧。
10. ↑  総務省統計局 (2017年1月27日). “平成27年国勢調査の調査結果(e-Stat) - 男女別人口及び世帯数 －町丁・字等” (CSV). 2020年10月28日閲覧。

### 書籍
1. 1 2 3 4  「角川日本地名大辞典」編纂委員会 1989, p. 1707.
2. ↑  「角川日本地名大辞典」編纂委員会 1989, p. 1387.